# Rendezvous 6:02
Rendezvous 6:02 is een nummer van de Britse supergroep U.K. Het nummer werd uitgebracht op hun album Danger money uit 1979. Dat jaar werd het nummer uitgebracht als de tweede en laatste single van het album.

## Achtergrond
Rendezvous 6:02 is geschreven en geproduceerd door zanger John Wetton en toetsenist Eddie Jobson. De tekst geeft geen uitsluitsel waar het over gaat. Een mening is dat het gaat over een man die een treinrit maakt; echter blijkt de trein al niet meer te bestaan. De tekst wijst op een ontmoeting (Rendezvous) van een autobestuurder op Park Lane met een geest tijdens een spitsuur in Londen, waarbij de geest vertelt dat Station London Waterloo sinds einde Tweede Wereldoorlog niet meer bestaat. Er zou nog maar een trein vertrekken....
Het nummer is door Wetton nog jarenlang gespeeld tijdens optredens met wisselende band. In een interview vertelde hij hierover: “Rendezvous heeft een erg speciale aantrekkingskracht, niet alleen voor mijzelf, maar ook voor het publiek.”
Een deel van Rendezvous 6:02 is geschreven in de ongebruikelijke maatsoort 7/16. Afwijkende maatsoorten komen vaker voor binnen de progressieve rock. Het nummer is enkel als single uitgebracht in Nederland, Duitsland, Frankrijk en de Verenigde Staten. Het bereikte alleen in Nederland de hitlijsten: in de Top 40 kwam het tot plaats 24, terwijl in de Nationale Hitparade de dertigste plaats werd behaald.

## Hitnoteringen

### Nederlandse Top 40
| Hitnotering: 07-07-1979 t/m 28-07-1979 | Hitnotering: 07-07-1979 t/m 28-07-1979 | Hitnotering: 07-07-1979 t/m 28-07-1979 | Hitnotering: 07-07-1979 t/m 28-07-1979 | Hitnotering: 07-07-1979 t/m 28-07-1979 | Hitnotering: 07-07-1979 t/m 28-07-1979 |
| Week                                   | 1                                      | 2                                      | 3                                      | 4                                      |                                        |
| -------------------------------------- | -------------------------------------- | -------------------------------------- | -------------------------------------- | -------------------------------------- | -------------------------------------- |
| Positie                                | 27                                     | 26                                     | 24                                     | 35                                     | uit                                    |

### Nationale Hitparade
| Hitnotering: 23-06-1979 t/m 04-08-1979 | Hitnotering: 23-06-1979 t/m 04-08-1979 | Hitnotering: 23-06-1979 t/m 04-08-1979 | Hitnotering: 23-06-1979 t/m 04-08-1979 | Hitnotering: 23-06-1979 t/m 04-08-1979 | Hitnotering: 23-06-1979 t/m 04-08-1979 | Hitnotering: 23-06-1979 t/m 04-08-1979 | Hitnotering: 23-06-1979 t/m 04-08-1979 | Hitnotering: 23-06-1979 t/m 04-08-1979 |
| Week                                   | 1                                      | 2                                      | 3                                      | 4                                      | 5                                      | 6                                      | 7                                      |                                        |
| -------------------------------------- | -------------------------------------- | -------------------------------------- | -------------------------------------- | -------------------------------------- | -------------------------------------- | -------------------------------------- | -------------------------------------- | -------------------------------------- |
| Positie                                | 49                                     | 47                                     | 37                                     | 43                                     | 30                                     | 38                                     | 44                                     | uit                                    |

### NPO Radio 2 Top 2000
| Nummer met noteringen in de NPO Radio 2 Top 2000 | '99 | '00 | '01 | '02 | '03 | '04 | '05 | '06 | '07  | '08 | '09 | '10 | '11  | '12  | '13  | '14  | '15  | '16  | '17  |
| ------------------------------------------------ | --- | --- | --- | --- | --- | --- | --- | --- | ---- | --- | --- | --- | ---- | ---- | ---- | ---- | ---- | ---- | ---- |
| Rendezvous 6:02                                  | 580 | 373 | 498 | 558 | 511 | 779 | 943 | 940 | 1209 | 822 | 928 | 970 | 1256 | 1230 | 1335 | 1296 | 1336 | 1902 | 1683 |

1. ↑  Een vetgedrukt getal geeft de hoogste notering aan.
2. ↑  Deze tabel is bijgewerkt tot en met de laatste editie (2024).